# Donghu (peuple)

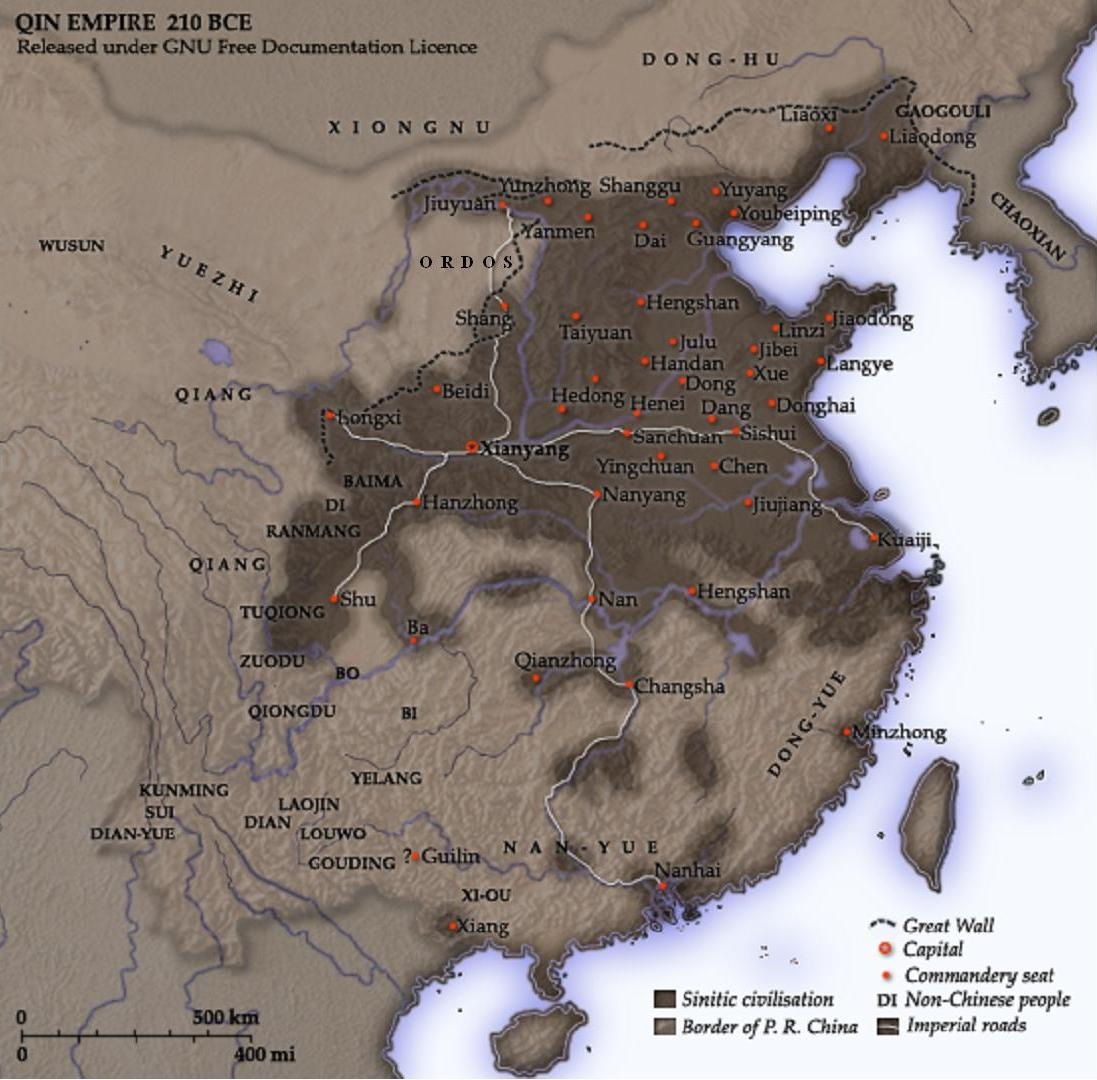
Localisation des Donghu (dong-hu au Nord de la carte), sur une carte de la dynastie Qin

Donghu' (东湖 / 東湖, dōnghú ou 东湖民族 / 東湖民族, dōnghú mínzú) est un peuple qui vivait, avant la Dynastie Qin, dans le massif du Grand Khingan.
Ce peuple aurait existé pendant environ 1300 ans, à partir des environs du VIIe siècle avant notre ère.
En -209 commence  le règne de Modu Chanyu ou Maodun (Mao-touen), empereur (Chanyu) des Xiongnu (vers la fin de 174 av. J.-C.). Il soumet les Kirghizes et les Yuezhi et détruit l’empire des Donghu. Le titre de chanyu devient héréditaire,. 
Il résulte de cette défaite deux peuples, les Xianbei (鮮卑, xiānbēi) au Nord-Ouest et les Wuhuan (乌桓 / 烏桓, wūhuán) au Sud-Est. Ces deux peuples parlent les mêmes langues et possèdent la même culture d'après le Hou hanshu. On retrouve chez eux des habitudes conservées chez les Mongols, comme l'utilisation de yourtes rondes (穹廬, qiónglú), la consommation de koumis (aïrag en mongol, lait fermenté (酪, lào)) ou l'utilisation de vêtements de laine (毛毳, máocuì).